# 楊竺
楊 竺（よう じく、生没年不詳）は、中国三国時代の呉の人物。本貫は徐州広陵郡。孫和と孫覇の皇太子争い（二宮事件）における孫覇派の中心人物の一人。

## 生涯
呉帝・孫権の下で庶子の孫覇が魯王に立てられた時に、その賓客の一人となる。皇太子には孫覇の兄の孫和が立てられていたが、楊竺ら孫覇派は孫和とその支持者への讒言を重ねた。これによって吾粲が誅殺され、顧譚は流罪となった。さらに丞相の陸遜については二十箇条にも渡る問題点を告発した。
ある時、孫権の召見を受けると、楊竺は孫覇の文武の才を並べ立てて立太子を勧め、孫権からの同意を得る。この時、寝台の下に側仕えの者が隠れていて、盗み聞きした内容を孫和に報告。話は陸胤を経て陸遜に伝わり、陸遜は太子変更に反対する上表を行った。孫権は密談が漏れたことに激怒したが、詰問を受けた陸胤は「楊竺が私に話しました」と述べた。楊竺と陸胤は共に獄に繋がれたが、楊竺の方が厳しい取り調べに堪えられず、自分が話したと認めたため、斬刑に処された。その死後、遺体は長江へと遺棄された。
若年時から名声を馳せていたが、陸遜は彼が終わりを全うしないことを予測し、兄の楊穆に絶縁を勧めていた。楊穆は楊竺を訓戒していたことから死罪は免れたが、それでも楊竺に連座し、南方の州に流罪となった。